# Пуцлин, Давид
Давид Пуцлин (хорв. David Puclin; род. 17 июня 1992, Чаковец) — хорватский футболист, полузащитник клуба «Наньтун Чжиюнь».

## Биография
Родился 17 июня 1992 года в Чаковце. Воспитанник клуба «Вартекс».
Первой профессиональной командой в 2011 году стал «Меджимурье», выступавший во Второй лиге. В следующем сезоне перешёл в «Горицу», однако основным игроком команды не стал. После этого выступал за клубы из Третьей лиги — «Меджимурье» и «Шибеник».
Летом 2015 года стал игроком немецкого «Саарбрюккена» из Региональной лиги. Отыграв один сезон вернулся на Родину, присоединившись к «Истре 1961». Спустя полтора года, в январе 2018 года, перешёл в другой клуб чемпионата Хорватии — «Славен Белупо». Покинул команду в январе 2020 года в статусе «свободного агента».
В феврале 2020 года подписал полуторагодичный контракт с полтавской «Ворсклой». Дебют в чемпионате Украины состоялся 22 февраля 2020 года в матче против киевского «Динамо» (1:2). Вместе с командой дошёл до финала Кубка Украины, где полтавчане уступили «Динамо» в серии пенальти.

## Достижения
«Ворскла»
- Финалист Кубка Украины: 2019/20

## Статистика
| Сезон   | Клуб          | Лига                       | Чемпионат | Чемпионат | Кубок | Кубок |
| Сезон   | Клуб          | Лига                       | Игры      | Голы      | Игры  | Голы  |
| ------- | ------------- | -------------------------- | --------- | --------- | ----- | ----- |
| 2011/12 | Меджимурье    | Вторая лига Хорватии       | 27        | 6         | 1     | 0     |
| 2012/13 | Горица        | Вторая лига Хорватии       | 1         | 0         | 1     | 0     |
| 2012/13 | Меджимурье    | Третья лига Хорватии       |           |           |       |       |
| 2013/14 | Меджимурье    | Третья лига Хорватии       |           |           | 2     | 0     |
| 2014/15 | Шибеник       | Третья лига Хорватии       |           |           | 2     | 0     |
| 2015/16 | Саарбрюккен   | Региональная лига Германии | 27        | 3         |       |       |
| 2016/17 | Истра 1961    | Чемпионат Хорватии         | 22        | 1         | 2     | 0     |
| 2017/18 | Истра 1961    | Чемпионат Хорватии         | 17        | 1         |       |       |
| 2017/18 | Славен Белупо | Чемпионат Хорватии         | 14        | 0         |       |       |
| 2018/19 | Славен Белупо | Чемпионат Хорватии         | 29        | 1         | 2     | 0     |
| 2019/20 | Славен Белупо | Чемпионат Хорватии         | 13        | 2         | 1     | 0     |
| 2019/20 | Ворскла       | Премьер-лига Украины       | 9         | 0         | 3     | 0     |